# Sphaericus flavipennis
Sphaericus flavipennis is een keversoort uit de familie klopkevers (Ptinidae). De wetenschappelijke naam van de soort werd in 1998 gepubliceerd door Xavier Bellés.